# Erminia Ferrari
Pour les articles homonymes, voir Ferrari.
Erminia Ferrari, née le 4 novembre 1931 à Taormine (Sicile), est une mannequin, costumière, chef décoratrice et scénographe italienne.

## Biographie

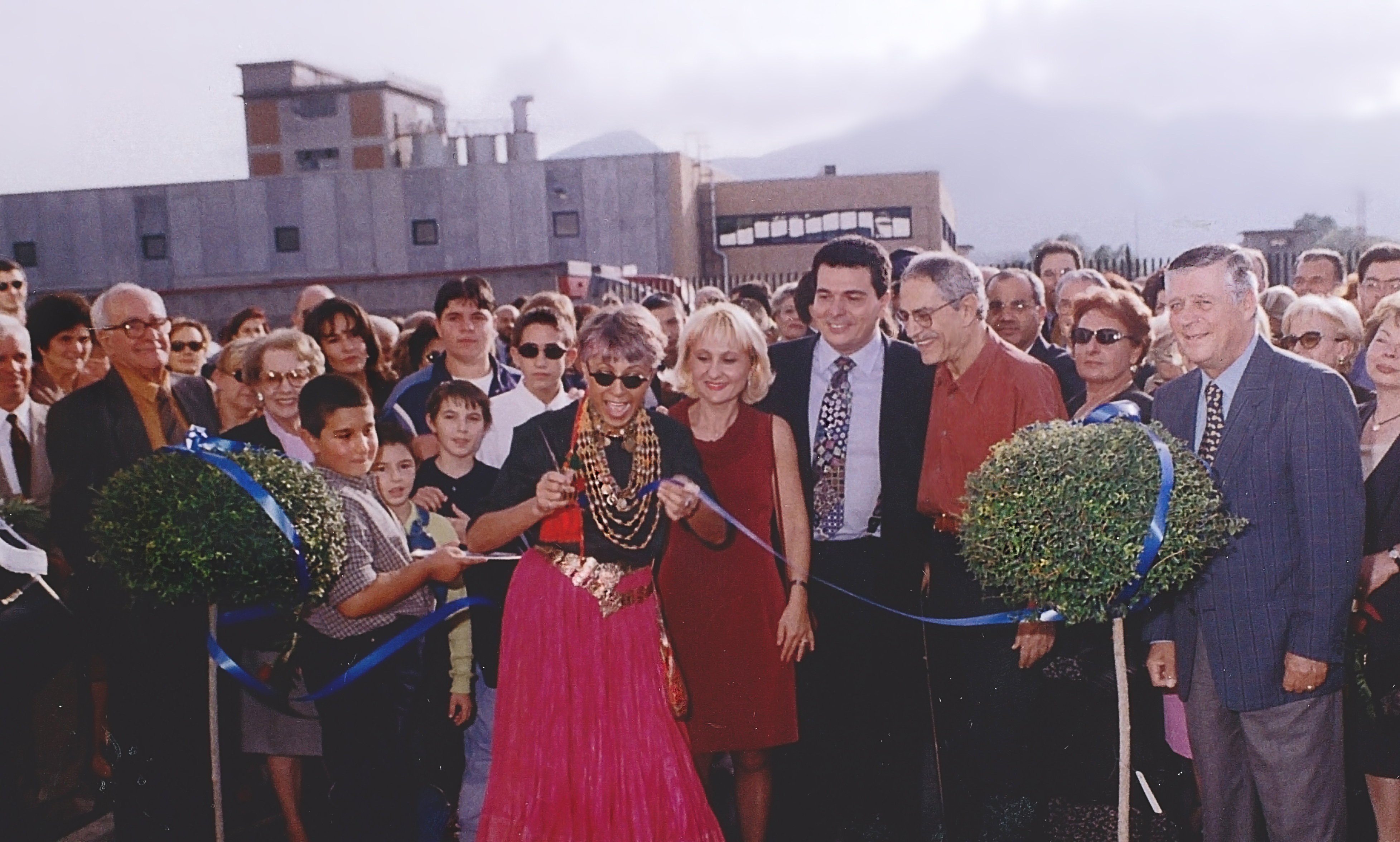
Erminia Ferrari (au centre) et Nino Manfredi, invités d'honneur le jour de l'inauguration du siège de Boccadamo S.r.l.

Fille d'un directeur d'hôtel qui travaillait dans les colonies italiennes d'Afrique de l'époque, elle a vécu avec sa famille en Libye et en Éthiopie.
En 1950, elle s'installe à Rome où elle travaille comme mannequin pour plusieurs couturiers romains, puis dans l'atelier de Roberto Capucci.
Le 14 juillet 1955, elle épouse l'acteur Nino Manfredi (avec lequel elle restera liée jusqu'à la mort de ce dernier, le 4 juin 2004).
Après la naissance de leurs trois enfants, Roberta (actrice, présentatrice de télévision et productrice), Luca (réalisateur de cinéma et de télévision) et Giovanna, Erminia Ferrari commence à travailler dans le monde du spectacle, aux côtés de son mari, en tant que costumière et décoratrice.
Lors des élections parlementaires italiennes de 1992, Erminia Ferrari est candidate à la Chambre des députés avec la liste Bonino-Pannella (parti radical italien) dans la province de Frosinone. Elle obtient 1 157 voix (0,79 %).
Depuis avril 2006, elle soutient la collecte de fonds pour l'association Viva la Vita, dont elle est présidente d'honneur, qui s'occupe des personnes atteintes de sclérose latérale amyotrophique, mais dès l'hospitalisation de son mari, victime d'un accident vasculaire cérébral, elle a manifesté sa sensibilité à l'égard des personnes atteintes de maladies invalidantes en parlant d'elles dans l'émission Report.
« Nino è stato un grande amore. Lo seguivo nella sua vita artistica; i miei racconti, il mio vissuto erano divenuti parte nella sua vita da cui Nino ha tratto qualche ispirazione per i suoi film. Anche io ho fatto intensi viaggi nella sua mente, l’ho percepito profondamente nella sua personalità, nel suo modo di essere. Nino osservava e immagazzinava qualsiasi cosa per trarne spunti per la propria arte »
— Erminia Ferrari.
        
« Nino était un grand amour. Je l'ai suivi dans sa vie artistique ; mes histoires, mes expériences étaient devenues une partie de sa vie dont Nino s'inspirait pour ses films. J'ai aussi fait des voyages intenses dans son esprit, je l'ai perçu profondément dans sa personnalité, dans sa façon d'être. Nino a tout observé et tout emmagasiné pour s'en inspirer pour son propre art. »

## Filmographie

### Costumière
- 1979 : Un jouet dangereux (Il giocattolo) de Giuliano Montaldo
- 1981 : Nu de femme (Nudo di donna) de Nino Manfredi
- 1980 : Café express de Nanni Loy
- 1982 : Spaghetti House (it) de Giulio Paradisi